# Естадио Луис Троколи
„Монументал Луис Троколи“ (на испански: Monumental Luis Tróccoli) е многофункционален стадион в столицата на Уругвай гр. Монтевидео.
На него играе домакинските си мачове футболният отбор К.А. Серо. Капацитетът му е 25 000 места. Открит е на 22 август 1964 г.